# 密花黄肉楠
密花黄肉楠（学名：Actinodaphne confertiflora）为樟科黄肉楠属下的一个种。

## 扩展阅读
- 維基物種上的相關：密花黄肉楠